# Lobiacris
Lobiacris is een geslacht van rechtvleugeligen uit de familie Chorotypidae. De wetenschappelijke naam van dit geslacht is voor het eerst geldig gepubliceerd in 1974 door Descamps.

## Soorten
Het geslacht Lobiacris omvat de volgende soorten:
- Lobiacris catbalogana Descamps, 1974
- Lobiacris lobata Descamps, 1974
- Lobiacris spinosa Descamps, 1974
- Lobiacris stenoptera Descamps, 1974